# Tim Loughton
Pour les articles homonymes, voir Loughton (homonymie).
Timothy Paul Loughton,, né le 30 mai 1962 à Eastbourne, est un homme politique britannique conservateur et ancien banquier, qui est député pour Est Worthing et Shoreham de 1997 à 2024. Loughton est sous-secrétaire d'État parlementaire à l'enfance et à la famille de 2010 à 2012. En septembre 2016, Loughton est confirmé comme président par intérim de la commission des affaires intérieures à la suite de la démission de Keith Vaz jusqu'à son remplacement par Yvette Cooper le mois suivant. Il est un fervent partisan de Leave Means Leave, un groupe pro-Brexit.

## Jeunesse et carrière
Loughton est né le 30 mai 1962 à Eastbourne, dans le Sussex de l'Est. De 1973 à 1980, il fait ses études à la Priory School, une école publique polyvalente de Lewes, dans l’East Sussex. De 1980 à 1983, il étudie la civilisation classique à l'Université de Warwick. Là, il est secrétaire de l'Association conservatrice de l'Université de Warwick. Il obtient un baccalauréat ès arts (BA Hons) de première classe en 1983. Il fréquente ensuite le Clare College, Université de Cambridge, où il étudie l'archéologie mésopotamienne entre 1983 et 1984.
Loughton commence une carrière dans la City de Londres comme gestionnaire de fonds en 1984 pour Fleming Private Asset Management, devenant administrateur de 1992 à 2000.

## Carrière parlementaire
Loughton se présente en vain pour le siège de Sheffield Brightside pour le Parti conservateur aux élections générales de 1992, face à David Blunkett du Parti travailliste. En 1995, Loughton est choisi comme candidat pour le siège d'East Worthing et de Shoreham, un siège créé à la suite de changements de limites, remplaçant les circonscriptions de Worthing et de Shoreham.
Loughton est élu au Parlement aux élections générales de 1997 et réélu aux élections générales de 2001. Aux élections générales de 2005, Loughton recueille 43,9% des voix, avec une majorité de 8 183 voix. Aux élections générales de 2010, Loughton obtient 48,5% des voix avec une majorité de 11 105 voix. Il est réélu aux élections générales de 2015 et aux élections générales de 2017.
De 2000 à 2001, Loughton est ministre fantôme de l'Environnement et de 2003 à 2010, il est ministre fantôme de la Santé et des Enfants. En 2010, Loughton est apparu dans la série documentaire de Channel 4, Tower Block of Commons .
En mai 2010, Loughton est nommé sous-secrétaire d'État parlementaire pour les enfants et la famille poste communément appelé «ministre des enfants». En février 2012, Loughton fait partie d'un groupe de travail ministériel sur la manière dont la loi la loi de 1989 sur les enfants devait être modifiée. Selon le journal The Guardian du 3 février 2012, le groupe de travail a pour objectif d'inclure dans la nouvelle loi sur l'enfance une "présomption de partage des responsabilités parentales" pour les pères et mères d'enfants après des cas de divorce ou de rupture conjugale.
En mai 2012, il déclare que le mariage est une institution religieuse qui devrait rester entre un homme et une femme. Loughton vote contre le projet de loi sur le mariage (couples de même sexe) à presque toutes les occasions. En juillet 2018, il participe à la première parade de la Worthing Pride. Un an plus tard, en juillet 2019, il vote pour étendre le mariage homosexuel et l'avortement à l'Irlande du Nord, signalant un changement d'opinion.
Loughton est démis de ses fonctions de sous-secrétaire d'État parlementaire pour les enfants et la famille lors du remaniement gouvernemental de septembre 2012,. En janvier 2013, Loughton est impliqué dans un différend politique concernant son travail antérieur en tant que ministre au ministère de l'Éducation lorsqu'il compare le secrétaire à l'Éducation Michael Gove à "Young Mr Grace" de la sitcom britannique Are You Being Served?, laissant entendre qu'il y a peu d'interaction entre les ministres et le personnel du ministère . Le lendemain, Loughton est décrit dans un briefing anonyme du ministère de l'Éducation au Spectator comme un "narcissique paresseux et incompétent obsédé uniquement par l'auto-promotion". Le mois suivant, Loughton pose des questions parlementaires «hostiles» au ministère de l'Éducation au sujet des plaintes du personnel, que The Independent décrit comme «une escalade significative des hostilités» entre Loughton et certains de ses anciens collègues.
Loughton soutient le Brexit lors du référendum d'adhésion à l'Union européenne de 2016. Il fait campagne par le biais de l'organisation Vote Leave,.
Loughton est directeur de campagne pour Andrea Leadsom dans sa tentative infructueuse de devenir chef du Parti conservateur. Du 6 septembre 2016 au 19 octobre 2016, Loughton préside la commission des affaires intérieures à la suite de la démission du député travailliste Keith Vaz pour comportement inapproprié présumé.
Le 26 mars 2021, il est l'un des cinq députés à être sanctionnés par la Chine pour avoir répandu ce qu'elle a appelé « mensonges et désinformation » sur le pays. Il est interdit d'entrer en Chine, à Hong Kong et à Macao et les citoyens et institutions chinois n'ont pas le droit de faire affaire avec lui.
Le 13 avril 2024, il annonce qu'il ne se représentera pas aux prochaines élections législatives.

## Vie privée
Loughton épouse Elizabeth Juliet MacLauchlan en 1992 et ils ont deux filles et un fils. Le 16 avril 2015, il est élu Fellow de la Society of Antiquaries of London (FSA).